# Ivan Demakov
Ivan Sergeevič Demakov (in russo Иван Сергеевич Демаков?; Joškar-Ola, 6 gennaio 1993) è un pallavolista russo.
Gioca nel ruolo di centrale nella Dinamo-LO.

## Carriera
La formazione pallavolistica di Ivan Demakov avviene nelle giovanili del Volejbol'nyj klub Zenit-Kazan', dove conquista diversi titoli, sia di squadra che a livello individuale; entra a partire dal 2011 nella nazionale under 19 conquistando una medaglia di bronzo al campionato europeo di categoria.
Nella stagione 2011-12 entra nel giro della prima squadra, con cui conquista quattro Supercoppe russe, tre Coppe di Russia, quattro scudetti e tre Champions League; con la nazionale under 21 si laurea campione del mondo nel 2013 e disputa due campionati mondiali con la nazionale under 23, conquistando la medaglia di bronzo nel 2013 e l'oro nel 2015; nel 2015 ottiene la convocazione per la prima edizione dei Giochi europei con la nazionale maggiore classificandosi al terzo posto.
Per il campionato 2017-18 veste la maglia della Dinamo-LO, sempre in Superliga.

## Palmarès
- Campionato russo: 4

2013-14, 2014-15, 2015-16, 2016-17
- Coppa di Russia: 3

2014, 2015, 2016
- Supercoppa russa: 3

2012, 2015, 2016
- Champions League: 3

2014-15, 2015-16, 2016-17

### Nazionale (competizioni minori)
- Campionato europeo under 19 2011
- Campionato mondiale under 21 2013
- Campionato mondiale under 23 2013
- Campionato mondiale under 23 2015
- Giochi europei 2015

### Premi individuali
- 2012 - Campionato europeo under 20: Miglior muro
- 2015 - Campionato mondiale under 23: Miglior centrale